# Stadtsparkasse Borken
Die Stadtsparkasse Borken (Hessen) war eine öffentlich-rechtliche Sparkasse mit Sitz in Borken im Schwalm-Eder-Kreis in Hessen (Deutschland). Ihr Geschäftsgebiet umfasste die Stadt Borken und die Gemeinden im Bezirk des ehemaligen Amtsgerichts Homberg.

## Geschichte
Seit 1824 wurden im Kurfürstentum Hessen die Gründung von Sparkassen durch die Gemeinden angeregt. Mit dem Erlass der kurhessischen Gemeindeordnung wurde im Paragraphen 71 bestimmt, dass die Gemeinden Träger der Sparkasse sind. Am 3. Dezember 1847 trug die kurhessische Regierung in einem Erlass der Stadt Borken auf, eine Sparkasse zu gründen. Mit Beschluss von 17. Januar 1848 des Stadtrates wurde die Grundlage zur Gründung einer Sparkasse gelegt. Der Beschluss benötigte noch die Bestätigung durch den Bürgerrat, der am 29. Januar erfolgte. Die kurfürstliche Regierung genehmigte das Statut für die Sparkasse am 8. März 1848 mit dem Wunsch, dass die städtischen Behörden die Gründungskosten übernehmen. Doch kam es erst einmal nicht zur Gründung der Sparkasse, da sich die Finanzlage der Stadt Borken in einer angespannten Situation befand. Trotz Bemühungen von Seiten der Stadt eine Sparkasse einzurichten, dauerte es bis zur Eröffnung der Sparkasse zehn Jahre.
Am 15. März 1859 wurde die erste Einlage von 15 Taler eingezahlt. Bis zum Ende des Monats folgten von 11 weiteren Kunden 309 Talern.
Die Statuten von 1848 wurden am 21. Februar 1860 durch neue Statuten ersetzt, diese ermöglichten nun die Kreditvergabe an ortsansässige Bürger. Sie überstanden den Deutschen Krieg und die Annexion des Kurfürstentum durch Preußen, bis sie schließlich am 23. November 1880 durch neue Statuten ersetzt wurde. Diese erlaubten nun die Einlage von bis zu 500 Taler und erweiterten die Kassenstunden von einer Stunde an zwei Tagen im Monat auf eine werktägliche Öffnungszeit von drei Stunden.
Zum 1. Juli 2023 fusionierte die Stadtsparkasse Borken mit der Stadtsparkasse Schwalmstadt zur Sparkasse Borken-Schwalmstadt.

## Geschäftszahlen
Die Stadtsparkasse Borken wies im Geschäftsjahr 2022 eine Bilanzsumme von 184,6 Mio. Euro aus und verfügte über Kundeneinlagen von 141,1 Mio. Euro. Gemäß der Sparkassenrangliste 2022 lag sie nach Bilanzsumme auf Rang 361. Sie unterhielt 1 Filialen und beschäftigte 39 Mitarbeiter.